# RBBP7
RBBP7 (англ. RB binding protein 7, chromatin remodeling factor) – білок, який кодується однойменним геном, розташованим у людей на короткому плечі X-хромосоми.  Довжина поліпептидного ланцюга білка становить 425 амінокислот, а молекулярна маса — 47 820.
| 10         |  | 20         |  | 30         |  | 40         |  | 50         |
| ---------- |  | ---------- |  | ---------- |  | ---------- |  | ---------- |
| MASKEMFEDT |  | VEERVINEEY |  | KIWKKNTPFL |  | YDLVMTHALQ |  | WPSLTVQWLP |
| EVTKPEGKDY |  | ALHWLVLGTH |  | TSDEQNHLVV |  | ARVHIPNDDA |  | QFDASHCDSD |
| KGEFGGFGSV |  | TGKIECEIKI |  | NHEGEVNRAR |  | YMPQNPHIIA |  | TKTPSSDVLV |
| FDYTKHPAKP |  | DPSGECNPDL |  | RLRGHQKEGY |  | GLSWNSNLSG |  | HLLSASDDHT |
| VCLWDINAGP |  | KEGKIVDAKA |  | IFTGHSAVVE |  | DVAWHLLHES |  | LFGSVADDQK |
| LMIWDTRSNT |  | TSKPSHLVDA |  | HTAEVNCLSF |  | NPYSEFILAT |  | GSADKTVALW |
| DLRNLKLKLH |  | TFESHKDEIF |  | QVHWSPHNET |  | ILASSGTDRR |  | LNVWDLSKIG |
| EEQSAEDAED |  | GPPELLFIHG |  | GHTAKISDFS |  | WNPNEPWVIC |  | SVSEDNIMQI |
| WQMAENIYND |  | EESDVTTSEL |  | EGQGS      |  |            |  |            |

A: Аланін

C: Цистеїн

D: Аспарагінова кислота

E: Глутамінова кислота

F: Фенілаланін

G: Гліцин

H: Гістидин

I: Ізолейцин

K: Лізин

L: Лейцин

M: Метіонін

N: Аспарагін

P: Пролін

Q: Глутамін

R: Аргінін

S: Серин

T: Треонін

V: Валін

W: Триптофан

Кодований геном білок за функціями належить до шаперонів, репресорів, регуляторів хроматину. 
Задіяний у таких біологічних процесах як транскрипція, регуляція транскрипції, реплікація ДНК. 
Локалізований у ядрі.